# Anton Hansen Tammsaare

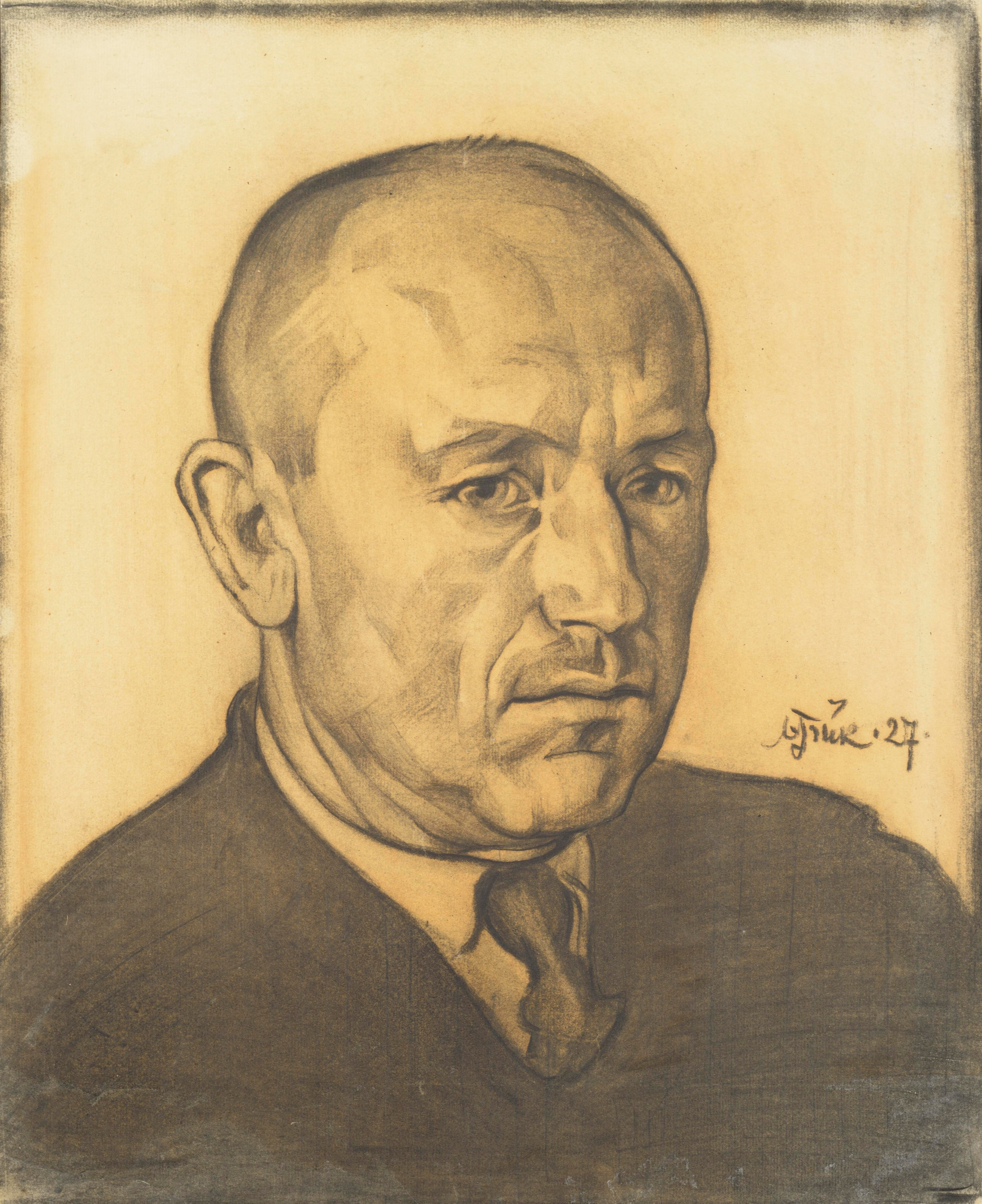
Portret van A.H. Tammsaare door Nikolai Triik, 1927

Anton Hansen Tammsaare (Vetepere (Albu), 30 januari 1878 –  Tallinn, 1 maart 1940) was een Estische schrijver, wiens vijfdelige romancyclus Waarheid en Rechtvaardigheid Tõde ja õigus als een van de belangrijkste werken van de Estische literatuur wordt beschouwd.

## Leven
Anton Hansen Tammsaare was het vierde van de twaalf kinderen van het boerenechtpaar Ann en Peeter Hansen. Hij leerde thuis lezen en ging o.a. naar een school in Väike-Maarja, waar de schrijver Jakob Tamm zijn leraar Estisch was. Vanaf 1898 leerde hij aan het Hugo Treffner-gymnasium in Tartu, waarna hij vanaf 1907 rechten studeerde aan de Universiteit van Tartu. Deze studie moest hij afbreken vanwege tuberculose, waarvoor hij ruim een jaar in de Kaukasus behandeld werd. Hierna bracht hij zes jaar met zijn broer door op diens boerderij in Koitjärve. In 1919 trouwde Tammsaare met Käthe-Amalie Veltman en verhuisde hij naar Tallinn. Hier schreef hij tot aan zijn dood negen romans, twee toneelstukken en vele filosofische essays die hem roem brachten in Estland en daarbuiten. Vanaf 1902 voegde hij 'Tammsaare' toe aan zijn naam Anton Hansen.
Zijn geboortehuis werd in 1958 een museum: het A.H. Tammsaare-museum.

## Werken

### Vroeg werk
Tammsaares eerste novellen staan onder invloed van het kritisch realisme. In Vanad ja noored (1903) wordt het leven op het land beschreven. In Päästmisel (1905) wordt een realistisch beeld van de Revolutie van 1905 gegeven. De novelle Raha-auk (1907) beschrijft nuchter de voorvallen tijdens de Revolutie, maar ook thema's als liefde en religieus fanatisme komen aan bod. Tijdens zijn studietijd schreef Tammsaare Pikad sammud (1908), Noored hinged (1909) en Üle piiri (1910), waarin naast jonge vrouwen en hun liefdesbetrekkingen ook morele vraagstukken centraal staan. Varjundid (1917) gaat over een tragische liefde in een longkliniek, Kärbes (1917) over een studente op zoek naar een man. Het toneelstuk Juudit werd voor het eerst opgevoerd in 1921 in Tallinn. Het is een psychologisch drama met een bijbels thema, dat al spoedig populair werd. De vijfdelige romancyclus Tõde ja õigus geldt als een van de hoofdwerken van de Estische literatuur. De cyclus omvat de jaren 1870 tot 1930 en laat zich lezen als een filosofische ontwikkelingsroman. Tammsaare heeft in brieven aangegeven, waarover het gaat in de vijf banden, nl. over resp. de verhouding van de mens met het land, met God, met de maatschappij, met zichzelf en over de vertwijfeling. Band 1 (1926) beschrijft de moeizame opbouw van een bestaan op een boerderij. In band 2 (1929) gaat een jongen naar een privéschool in de stad, leert mensen en andere mentaliteiten kennen en ontwikkelt hij zich door zeer veel te lezen. Band 1 en 2 zijn in Nederland verschenen onder de titel van Wargamäe resp. Indrek. Deel 3 (1931) beschrijft de revolutionaire gebeurtenissen van 1905 in Tallinn. De jongen Indrek toont zich teleurgesteld in de wraakzuchtige daden van de revolutionairen. In de vierde band (1932) is Indrek inmiddels leraar in de onafhankelijke republiek Estland, maar verloopt zijn privé-leven zeer moeizaam. In deel 5 (1933) trekt Indrek zich terug op de ouderlijke boerderij en voert hij filosofische gesprekken met zijn vader. Aan een happy end in de vorm van een huwelijk ontbreekt het niet.

### Laat werk
Elu ja armastus (1934) behandelt de liefde van een oudere man met een jonge vrouw. Maar een garantie voor geluk biedt de liefde niet. Ook in Ma armastasin sakslast (1935) is er sprake van een ongelukkige liefde, namelijk tussen een Estische student en een Duitse barones. Vooral zijn minderwaardigheidsgevoel speelt de Estische student parten. Het tweede en tevens laatste drama van Tammsaare heet Kuningal on külm (1936), dat de absurditeit van totalitaire systemen laat zien. In Põrgupõhja uus Vanapagan (1939) moet de duivel in de mensengestalte van een boer bewijzen dat de mens op aarde zalig kan worden. Pas dan heeft de duivel recht op de zielen van de mensen die zich slecht gedragen en naar de hel gestuurd worden.

## Receptie
Veel van Tammsaares boeken zijn vertaald, in totaal in meer dan 30 talen. Tõde ja õigus is bijv. compleet vertaald in het Duits, Frans, Lets, Russisch, Tsjechisch en Fins. In veel landen zijn ook recensies verschenen van zijn werk, de meeste in Duitsland. Hij behoort nog steeds tot de meest gelezen Estische auteurs. Van verscheidene delen van Tõde ja õigus bestaan toneelbewerkingen. In 1936 richtte men bij het gemeentehuis van Albu een Tammsaare-monument op, in 1978 één in Tallinn. Tammsaare stond afgebeeld op het Estische bankbiljet van 25 kronen. In Tallinn bevindt zich het Tammsaare-museum.

## Nederlandse vertalingen
- 1939 Wargamäe. Den Haag: De Kern, 319 p. Vertaald door Anna C. van den Bosch en Henriëtte J. Roosenburg.
- 1940 De boer van Körboja. Amsterdam: Nederlandsche Keurboekerij, 240 p. Vertaald door Willem Arondéus.
- 1941 Indrek. Den Haag: De Kern, 358 p. Vertaald door Co Kars.